# Senjawin-Inseln
Die Senjawin-Inseln (englisch: Senyavin Islands) sind eine Inselgruppe im westlichen Pazifischen Ozean im Inselgebiet der Karolinen.

## Geographie
Die Senjawininseln, auch „Inselgruppe von Pohnpei“ genannt, heute Teil der Föderierten Staaten von Mikronesien, liegen im Osten des Archipels der Karolinen. Sie bestehen aus der Hauptinsel Pohnpei mit ihren mehr als 30 Nebeninseln und zwei westlich davon gelegenen kleinen Atollen (Ant und Pakin), die aus jeweils mehreren Inseln bestehen.

## Geschichte
Der vermutlich erste Europäer, der die Inselgruppe von Pohnpei erreichte, war der portugiesische Seefahrer und Entdecker Pedro Fernández de Quirós. Mehr als 200 Jahre später erreichte 1828 der russische Weltumsegler Friedrich Benjamin von Lütke die Inselgruppe und benannte sie nach dem russischen Admiral Dmitri Nikolajewitsch Senjawin. Lütke betrat die Inseln niemals, schätzte jedoch anhand von gesichteten Kanus die Bevölkerungszahl auf 2000 Einwohner.